# Jessie Ralph
Jessie Ralph (* 5. November 1864 in Gloucester, Massachusetts; † 30. Mai 1944 ebenda) war eine US-amerikanische Schauspielerin.

## Leben
Jessie Ralph, die Tochter eines Matrosen, kam im Alter von 16 Jahren zur Bühne nach Providence. In den folgenden Jahren übernahm sie zahlreiche kleine Rollen in verschiedenen Bühnenstücken. Besonders zwischen Oktober 1922 und Oktober 1932 trat sie auch am Broadway auf, unter anderem in Romeo und Julia, aber auch in Musicalproduktionen von George M. Cohan. 1929 führte sie ein Gastspiel bis nach Paris. 
Bereits 1915 hatte sie ihren ersten Filmauftritt absolviert, aber erst nach Aufkommen des Tonfilms war Ralph ab 1933 regelmäßig in Kinofilmen zu sehen. Wie viele andere Theaterschauspieler mit gewichtiger Sprecherfahrung wurde sie mit Beginn des Tonfilms nach Hollywood gelotst. Mehrfach war die korpulente, grauhaarige Charakterdarstellerin als Bedienstete sowie in Literaturverfilmungen zu sehen, so als Amme Peggotty in David Copperfield (1935), als Madame Magloire in Die Elenden (1935) oder als Greta Garbos Zofe in Die Kameliendame (1936). Neben vielen sympathischen älteren Damen spielte sie auch manchmal unausstechliche Figuren, etwa als gesellschaftsbewusste Tante von Myrna Loy in der Krimikomödie Dünner Mann, 2. Fall (1936) und als nörgelnde Schwiegermutter von W. C. Fields in der Komödie Der Bankdetektiv (1940). Insgesamt trat Ralph zwischen 1933 und 1941 in über 50 Filmen auf, fast immer in Nebenrollen. 
Nach einer Beinamputation musste sie sich 1941 aus ihrem Beruf zurückziehen. Jessie Ralph starb mit 79 Jahren nach zweiwöchiger Krankheit in ihrem Geburtsort Gloucester, wo sie zuletzt im Hause ihrer Nichte gewohnt hatte. Ihren Ehemann, den Schauspieler William Patton, hatte Ralph bereits um viele Jahre überlebt. Sie wurde auf dem örtlichen Friedhof Mount Pleasent Cemetery begraben.

## Filmografie (Auswahl)
- 1915: A Ringer for Max (Kurzfilm)
- 1915: Mary’s Lamb
- 1915: The Galloper
- 1933: Elmer, the Great
- 1934: Das Phantom der Revue (Murder at the Vanities)
- 1934: Alles liebt, alles lügt (The Affairs of Cellini)
- 1934: Das leuchtende Ziel (One Night of Love)
- 1934: We Live Again
- 1934: Heiratsmarkt (Coming-Out Party)
- 1934: Ich kämpfe für dich (Evelyn Prentice)
- 1935: David Copperfield
- 1935: Die Elenden (Les Misérables)
- 1935: Das Zeichen des Vampirs (Mark of the Vampire)
- 1935: Wo die Liebe hinfällt (I Live My Life)
- 1935: Metropolitan
- 1935: I Found Stella Parrish (I Found Stella Parish)
- 1935: Unter Piratenflagge (Captain Blood)
- 1936: Der kleine Lord (Little Lord Fauntleroy)
- 1936: Kein Alibi für den Staatsanwalt (The Unguarded Hour)
- 1936: San Francisco
- 1936: Die Kameliendame (Camille)
- 1936: Dünner Mann, 2. Fall (After the Thin Man)
- 1937: Die gute Erde (The Good Earth)
- 1937: The Last of Mrs. Cheyney
- 1937: Irren ist menschlich / AT: Doppelhochzeit (Double Wedding)
- 1939: Trommeln am Mohawk (Drums Along the Mohawk)
- 1940: The Blue Bird
- 1940: Der Bankdetektiv (The Bank Dick)
- 1941: Fluchtweg unbekannt (They Met in Bombay)